# Tundra della Siberia centrale e della penisola del Tajmyr
La tundra della Siberia centrale e della penisola del Tajmyr è un'ecoregione dell'ecozona paleartica definita dal WWF (codice ecoregione: PA1111) che include gran parte della penisola del Tajmyr nel nord della Russia. Si estende dal delta del fiume Enisej a ovest fino al delta del fiume Lena a est, attraversando nel mezzo la penisola di Tajmyr e il golfo della Chatanga. Il luogo è importante dal punto di vista ornitologico perché spesso luogo delle covate dei volatili locali e non. L'ecoregione si trova nell'ecozona paleartica e nel bioma della tundra: a livello amministrativo, gran parte dei 954.670 km² per cui si estende l'area rientra nel Tajmyrskij rajon, territorio di Krasnojarsk.

## Posizione e descrizione
La penisola di Tajmyr si estende sulle coste dell'Oceano Artico, più esattamente tra il mare di Kara e il mare di Laptev nella Siberia settentrionale. A differenza del tradizionale panorama pianeggiante presente su gran parte delle coste settentrionali russe, la penisola di Tajmyr si sviluppa nei pressi di formazioni montuose, più specificatamente la catena del Byrranga. Una punto d'interesse nell'ecoregione è il lago Tajmyr, un grande specchio d'acqua lungo 204 km e largo 154 nel sud dei monti Byrranga. La pianura costiera a nord è caratterizzata da paesaggi brulli tipici di tale latitudine e dalla tundra, mentre il terreno a sud delle montagne vede la presenza, oltre che della tundra, di zone umide e termocarsismo. L'area rientra nelle zone con permafrost permanente.

## Clima
La regione ha un clima continentale umido - sottotipo estivo fresco (secondo la Classificazione dei climi di Köppen). Un simile clima è caratterizzato da elevate variazioni di temperatura, sia giornaliere che stagionali; gli inverni risultano lunghi e freddi, mentre le estati brevi e fresche senza mesi con una media superiore ai 22 °C. Le precipitazioni medie si attestano sui circa 257 mm/anno. La temperatura media al centro dell'ecoregione è di -33,5 °C a gennaio e di 13,2 °C a luglio.

## Flora e fauna
La flora è prevalentemente formata da grandi piante erbacee annuali o perenni, graminacee, arbusti nani e licheni sin dall'Olocene. Sparuti popolamenti di salici e betulle nane si possono rinvenire nelle valli dei fiumi e lungo le rive dei laghi.
I mammiferi sono poco presenti e la metà di essi visita la regione solo ad un certo punto dell'anno o nel corso di moti migratori. Nella zona sono stati ritrovati resti di mammuth risalenti al Pleistocene, segno che le specie animali popolano da svariati millenni il sito. L'ecoregione risulta l'area di riproduzione più importante dell'Asia centrale per gli uccelli migratori: a fine luglio e agosto, il numero totale di oche in loco è stimato in 30.000-40.000 esemplari. Va senza dubbio segnalata la presenza di due colonie riproduttive dell'oca collorosso, una specie considerata vulnerabile (Branta ruficollis) e dei rapaci, tra tutti la poiana calzata (Buteo lagopus) e il falco pellegrino (Falco peregrinus).

## Conservazione

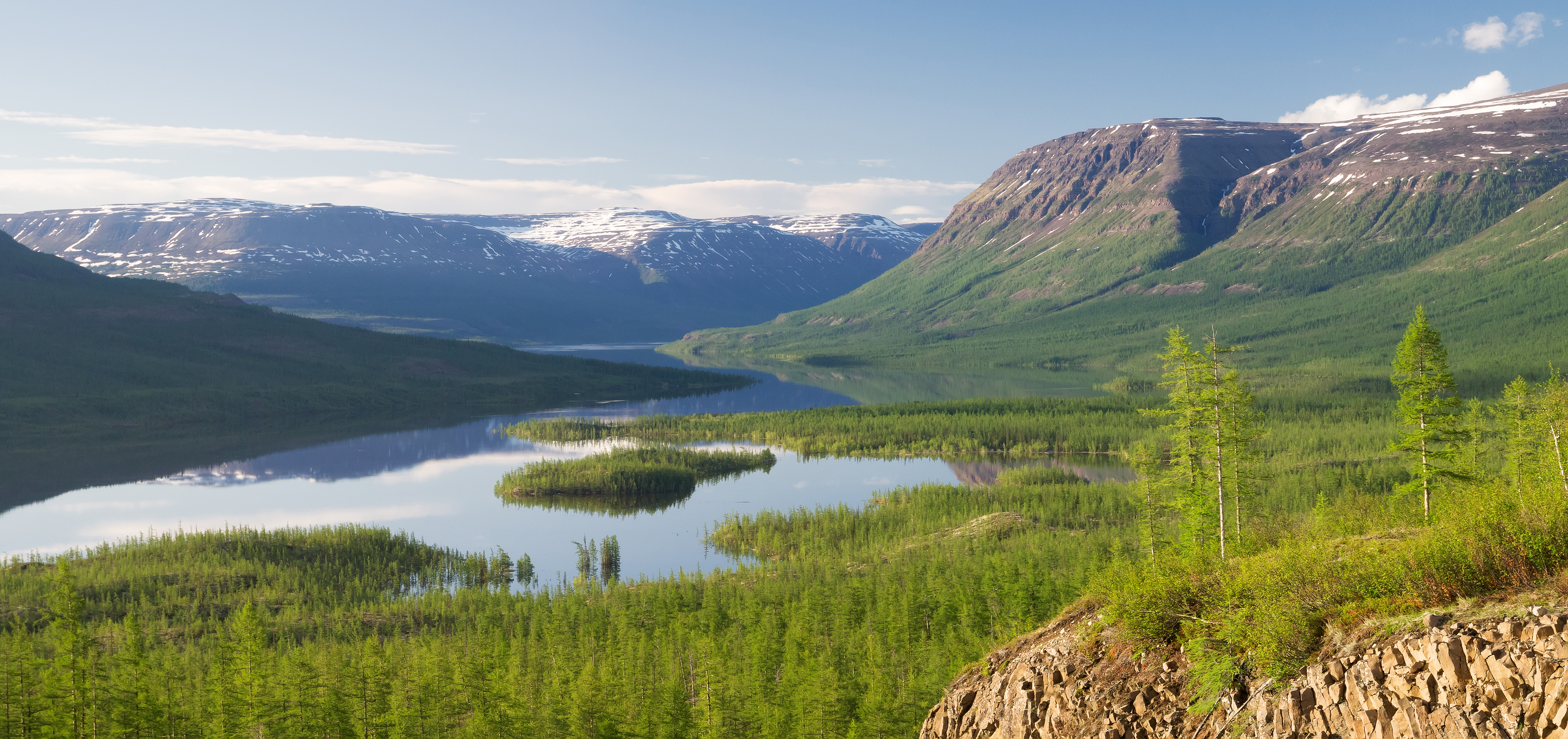
Altopiano Putorana

Esistono diverse importanti aree protette a livello nazionale che interessano questa ecoregione:
- Riserva naturale statale Putorana: situata sull'altopiano Putorana a sud della penisola di Tajmyr;
- Riserva naturale del Grande Artico: situata sulla costa occidentale della penisola di Tajmyr;
- Riserva naturale del Tajmyr: localizzata in quattro diversi settori della penisola, tra cui la costa di Laptev, i monti Byrranga e le zone di pianura;
- Riserva naturale del Delta della Lena: copre il corso inferiore del fiume Lena mentre raggiunge il mare di Laptev.